# Lamborghini V8
Il Lamborghini V8 è stato un motore alimentato a benzina prodotto dalla Lamborghini, utilizzato per le vetture d'ingresso della sua gamma. Questo fu in assoluto il secondo motore sviluppato dalla casa bolognese.

## Storia

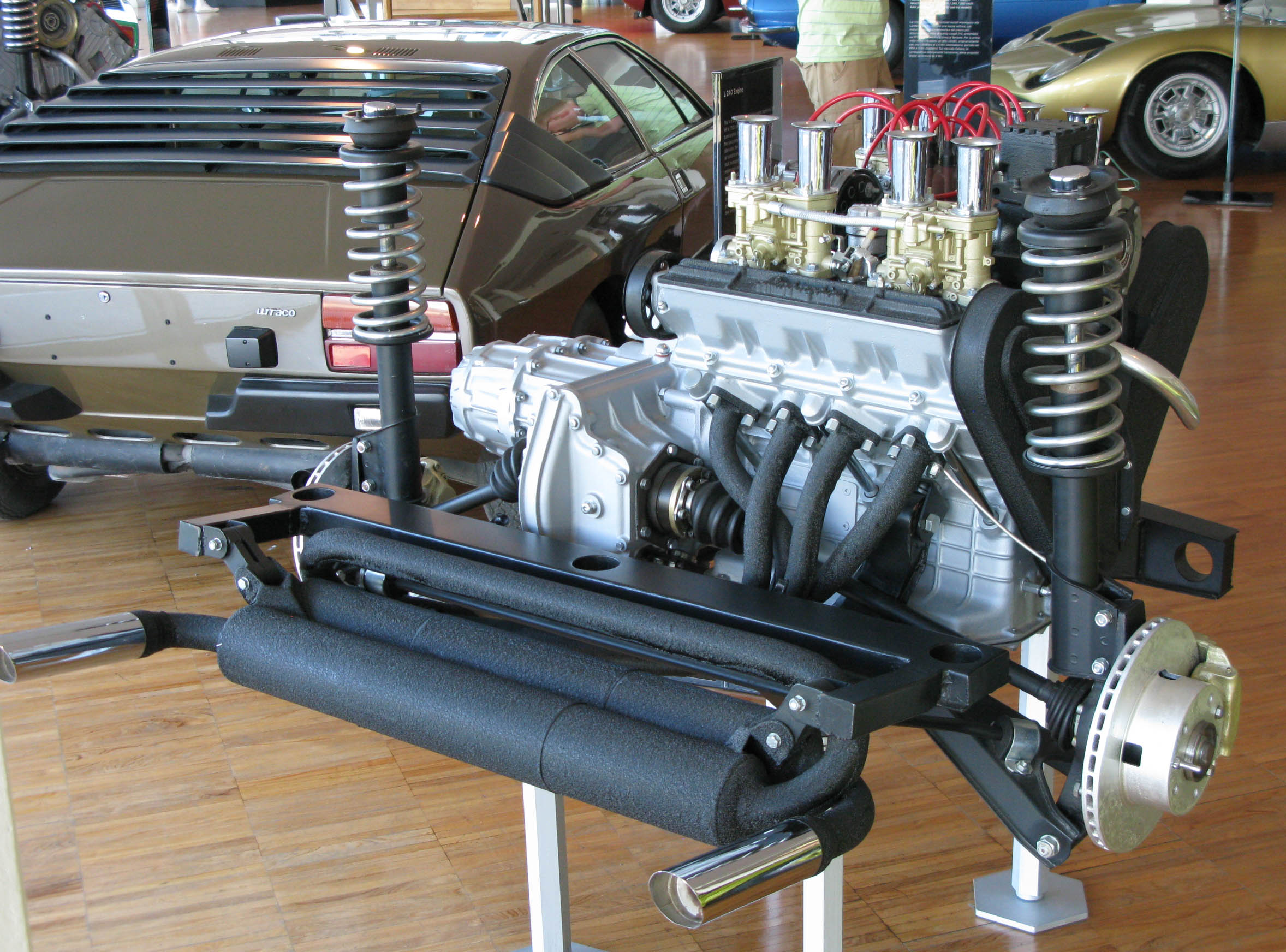
Dettaglio del V8 da 2,5 litri SOHC di una Urraco

Venne prodotto per la prima volta nel 1971 e la prima vettura a montarlo fu la Urraco.
Oltre che sulla Urraco, il motore V8 venne utilizzato anche sulla Silhouette (1976-1977) e nella versione da 3,5 litri, sulla Lamborghini Jalpa.

## Caratteristiche tecniche

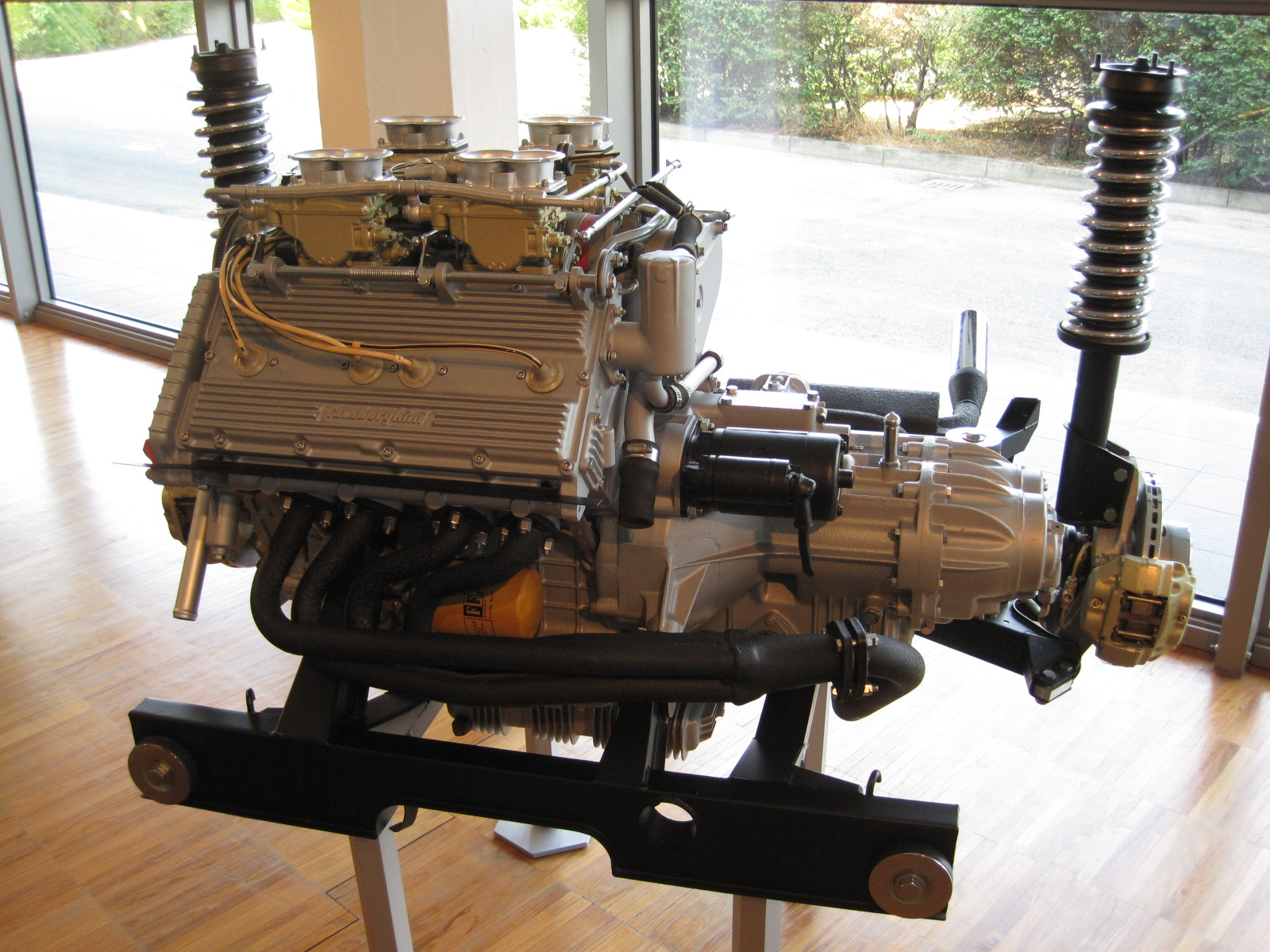
Dettaglio del V8 da 3,5 iitri della Jalpa, che rappresenta l'ultima evoluzione del otto cilindri bolognese

Il motore era completamente in alluminio e in origine la sua cilindrata era di 2.463 cm³ che nel 1975, salì a 2.996 cm³. Sempre nello stesso anno, per il solo mercato italiano a causa del sistema di tassazione, ne venne realizzata una versione dalla cilindrata ridotta a 1.995 cm³. In seguito, nel 1982, la cilindrata fu portata a 3.485 cm³ e fu l'ultima versione del propulsore, che venne pensionato con l'uscita di produzione della Jalpa.